# Nutty on Willisau
Nutty on Willisau ist ein Jazzalbum von Tony Coe und Tony Oxley mit dem Bassisten Chris Laurence (als „Coe, Oxley & Co.“). Die im August 1983 beim Jazz Festival Willisau entstandenen Aufnahmen erschienen 1984 als Langspielplatte auf HatHut Records. In leicht gekürzter Fassung wurden die Aufnahmen 1990 als Compact Disc in neuer Covergestaltung unter dem Titel „Nutty“ wiederveröffentlicht.

## Hintergrund
Der Saxophonist und Klarinettist Tony Coe trat 1983 mit dem Bassisten Chris Laurence und dem Schlagzeuger Tony Oxley in Willisau auf; das Programm bestand neben Jazzstandards wie „Body and Soul“ und „Re: Person I Knew“ von Bill Evans aus Eigenkompositionen; eine davon („Gabriellissima“) erschien nur auf der LP-Fassung. Titelgebendes Stück ist „Nutty“, eine Komposition von Thelonious Monk. Wie Art Lange in seinen Liner Notes andeutet, habe sich Tony Coes Band an den von Sonny Rollins geführten Trios der späten 1950er-Jahre angelehnt, auch gebe es eine Verbindung zu den Trios von Steve Lacy der späten 1970er- und 1980er-Jahre sowie zu Albert Aylers frühestem Trio im Jahr 1959.

## Titelliste
- Tony Coe: Nutty on Willisau (hat ART 2004)[2]

A Some Other Autumn (Tony Coe) 17:10

B1 Nutty (Thelonious Monk) 9:45

B2 A Time There Was (Robert Cornford) 12:40

C1 Bub Or Run (Tony Coe, Tony Oxley) 7:55

C2 Body And Soul (John W. Green) 10:00

D1 Re: Person I Knew (Bill Evans) 13:55

D2 Gabriellissima (Tony Coe) 8:10

## Rezeption
Nach Ansicht von Thom Jurek, der dem Album in Allmusic viereinhalb Sterne verlieh, war Tony Coes Auftritt beim Willisau Jazz Festival 1983 mit dem Bassisten Chris Laurence und dem Schlagzeuger Tony Oxley „nichts weniger als eine erschütternde Darbietung – jede Erwartung oder jeder Eindruck von dem vielseitigen Coe wird in dieser Reihe konzentrierter, innovativer, zeit- und genreübergreifender Werke zunichte gemacht.“ Coe habe die volle Konzentration darauf gelegt, alles aus dem Trio-Format herauszuholen. Coes Ausdrucksweise als Saxophonist sei originell: Er schätze eindeutig Coleman Hawkins, Rollins und John Coltrane, aber sein Sinn für Ton und Ansatz ist sein eigener. Die Wahl von Oxley als Schlagzeuger in dieser Besetzung sei klug gewesen: Im krassen Gegensatz zum üblichen Platz des Schlagzeugers in einem klavierlosen Trio sei Oxley ein bisschen minimalistisch, Chris Laurence hingegen sei angesichts seines Hintergrunds in der klassischen Musik und im Jazz ein Maximalist: Er und Coe würden hier bei einer Vielzahl von Kompositionen Kopf an Kopf gehen und in „Nutty“ und „Some Other Autumn“ um die dominante Chromatik ringen. Diese Darbietungen würden mit viel Emotion und einer technischen Exzellenz dargeboten, die nur ein Musikprofessor mit einiger Schärfe kritisieren könnte. Nutty sei „eine fröhliche Fahrt durch das musikalische Herz von Tony Coe“.
Richard Cook und Brian Morton, die in The Penguin Guide to Jazz das Album mit drei Sternen bewerteten, meinten, Nutty verbinde Coe mit dem vielleicht besten improvisierenden Perkussionisten Europas. Oxleys Beitrag zu den Standards sei atemberaubend, indem er ein Element der Abstraktion in „Re: Person I Knew“ und in das majestätisch einfache „Body and Soul“ einführt. Laurence sei zweifellos der Juniorpartner; er spiele aber derart, als ob er nach einem Sitz im Vorstand strebe.
Ian Carr hebt im Jazz – Rough Guide das Album als eines der bedeutendsten in Tony Coes Diskographie hervor; dies ist ein virtuoser Mitschnitt von drei Musikern, die mit jeder Ausdrucksweise zu Hause sind.